# Citroën C6 (1928)
El C6, presentado al Salón de París de octubre de 1928, fue el primer vehículo con motor de seis cilindros fabricado por Citroën.

## Características
El C6 era muy similar al C4, pero con una motorización con seis cilindros en vez de cuatro. Efectivamente, el C6 es un C4 más eficiente y más lujoso, diseñado por la marca para acceder a una clientela de mayor poder adquisitivo. Estéticamente son muy parecidos, dado que excepto el capó de mayor longitud, tanto el habitáculo como los numerosos accesorios de origen en el C6 estaban también disponibles en opción en los C4.
El C6 existía en once carrocerías diferentes (cinco abiertas y seis de caja cerrada). Aproximadamente 11.000 unidades de este modelo fueron fabricadas entre octubre de 1928 y mayo de 1929.
El C6E tenía un tipo de carrocería con un cofre montado sobre el para-choques posterior, disponible en los modelos de caja cerrada y los torpedos. Se distinguía también del C4 por su mayor ancho del tren de rodadura, que pasaba de 1,32 m a 1,39 m, lo que le daba un aspecto más imponente. Además, esta ampliación le permitía afrontar mejor la competencia del Renault Vivasix. Unos 4500 ejemplares de este modelo de transición fueron construidos entre mayo y septiembre de 1929.
Poniendo en práctica las mismas soluciones técnicas que su contemporáneo el C4, buscaba el silencio de marcha y la agilidad. El C6 alcanzaba los 105 km/h .

## Versiones
En el salón de 1929, el C6E fue sustituido por el C6F. El ancho de rodadura fue ampliado nuevamente, pasando a 1,42 m.
A partir de febrero de 1931 se presentó el tipo CGL (Citroën Gran Lujo), un C6F con un motor específico un poco más eficiente y con unos acabados muy lujosos.

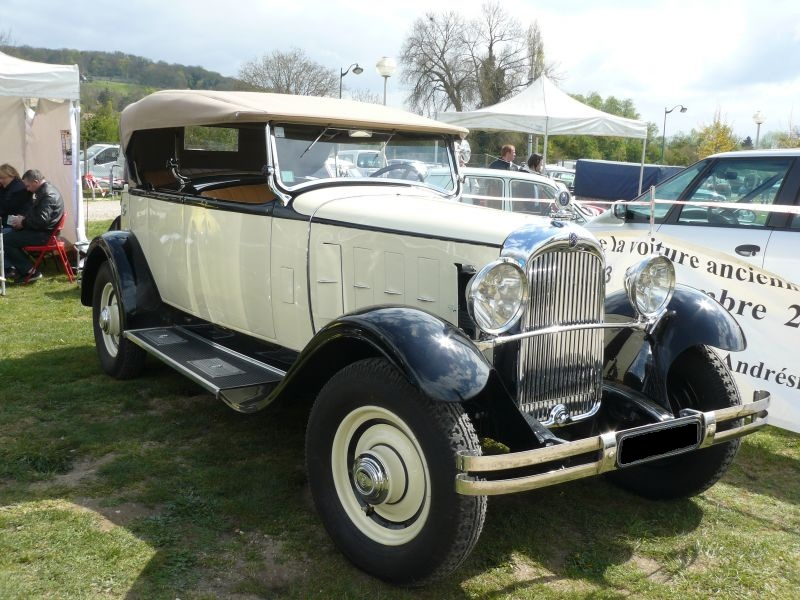
Citroën C6 G 1932.

Los C6G fueron adaptados por numerosos carroceros, como SICAL, VanVooren, Chapron, Letourneur et Marchand, Labourdette, Busson...
Los C6 finalmente agotaron su etapa de éxito, y en el salón de 1932 se anunció la sustitución de los C4 y C6 bajo las denominaciones 8, 10 y 15.
- Un C6 especial fue ofrecido en 1930 al papa Pío XI por la filial italiana de Citroën. Construido sobre un bastidor C6F, fue carrozado con la configuración denominada «coupé de ville» (con el puesto del chófer descubierto).
- Un C6F fue utilizado por la marca de lubricantes Yacco para la consecución de una serie de récords de resistencia en 1931. El vehículo especialmente configurado se denominó «Rosalie», y permaneció recorriendo un circuito entre el 22 de octubre y el 1 de noviembre de 1931, batiendo así 14 récords internacionales, tras recorrer sin interrupción 25.000 km a una velocidad media de 108 km/h. Otros récords se batieron de nuevo en 1932 con un C6G. También se realizaron pruebas de autonomía con el mismo modelo para comparar la diferencia de distancia recorrida con 5 litros de Natioline y 5 litros de gasolina normal. La autonomía obtenida con la Natioline se elevaba a más de 39 km recorridos contra los 34 km de la gasolina ordinaria.[1]
- Siete semiorugas C6F equipadas con el sistema Kégresse-Hinstin formaron el grupo «Chine» del "Croisière jaune" (Crucero amarillo) de abril de 1931 a marzo de 1932.